# Na cesti (Goran Gluvić)
Na cesti (kjer gume ne poljubljajo asfalta) (COBISS) je roman Gorana Gluvića; izšel je leta 2003 pri založbi Mondena.

## Vsebina
Kronološko je roman sestavljen iz dveh zgodb, prva se dogaja pet let pred drugo, tematsko pa roman sestavljajo štiri zgodbe. V uvodni spoznamo junaka z imenom Riba, ki sedi v Tivoliju in opazuje oblačno nebo. Njegovo dekle Marja se odpravlja na dvodnevni izlet v Prekmurje na degustacijo vin. Kljbu hitenju zamudi avtobus, čeprav kot organizatorka res ne bi smela manjkati. 
Druga zgodba nas prestavi v minibus. Sedem izletnikov skupaj s šoferjem in brez organizatorke potuje v Prekmurje. Marja jim sledi s taksijem, šofer pa avtobusa noče ustaviti in celo tako zdrvi naprej, da taksi izrine s ceste. Taksist obvesti policijo in izkaže se, da je minibus ukraden. Marja se vrne v Ljubljano, kjer sreča Aleksa - s tem se roman konča.
Vmesna poglavja pripovedujejo o tem, kako sta se Marja in Riba pred petimi leti spoznala. Marja je jezna zapustila svojega fanta Aleksa in se nato izgubila v gozdovih na Jelovici, nakar se ji je še pokvaril avto. Riba jo je našel in ji pomagal, nato pa jo vso premočeno povabil na čaj v svojo barako. Po skupni noči v postelji jo je Riba odpeljal v dolino.
Tretja zgodba o mladem mesarju in nekdanjem rokoborcu Tončku je vzporedna zgodbi o potovanju z avtobusom. Tonček ima v lasti mesnico, se uči francoščine, saj si želi na Azurno obalo, prijateljuje z vegetarijanko Tino, ki se je pripravljena z njim poročiti in se zanj tudi odpovedati vegetarijanstvu. Nekega dne Tonček kupi tri pločevinke zlate barve, ne da bi komu povedal, za kaj jo bo potreboval. Izkaže se, da v kleti goji telička, s katerim se pogosto in vedno na enak način pogovarja. Probleme mu povzroča prijatelj Rajko, ki ga izsiljue, saj je zadolžen in mu nenehno očita, da brez njega Tonček ne bi nikdar postal mesar. Izkaže se, da Tonček na izpitu ni mogel zaklati bikca, zato je to namesto nejga storil Rajko. Tonček svojega telička pobarva z zlato barvo in ga nato zakolje. Od takrat naprej je slabe volje, nekoč se stepe z Rajkom in ga v navalu jeze zadavi.